# Karlovice, Bruntál
Karlovice là một làng thuộc huyện Bruntál, vùng Moravskoslezský, Cộng hòa Séc.